# 双金刚烷
双金刚烷（diamantane），又称会标烷、国会烷（congressane）；化学名：五环十四烷。其结构是國際純粹與應用化學聯合會的标志。可由石油中分离得到，也可由降冰片烯经光二聚后再经重排而得。

## 外部連結
- Lachema（页面存档备份，存于）